# 동티모르 요리

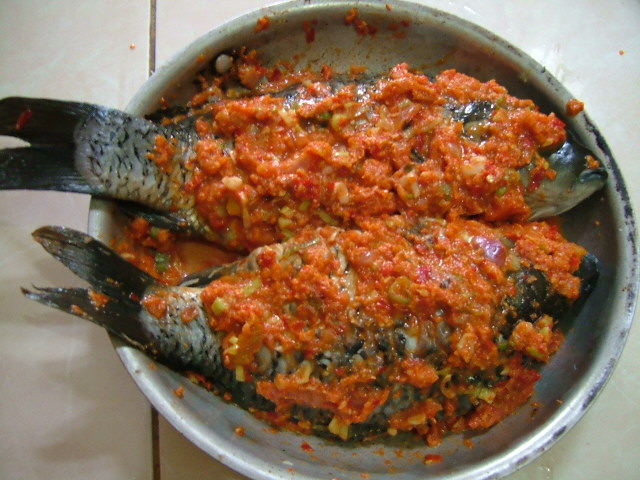
이칸 페페스

동티모르 요리(東Timor 料理, 테툼어: hahaan Timor 하한 티모르, 포르투갈어: cozinha timorense 코지냐 티모렌스[*])는 해양 동남아시아에 있는 동티모르의 요리이다. 토착 오스트로네시아 식문화 전통과 포르투갈 식민 지배의 유산이 융합된 독특한 형태로, 그 외에도 말레이 요리 등 다양한 영향을 받아 형성되었다.
동티모르에서 음식은 의례와 가족 공동체 생활에서 중요한 역할을 하며, 조리법은 주로 구전을 통해 전승된다. 페이조아다나 파스텔 드 나타 같은 포르투갈 요리는 현지 식재료를 활용하여 재해석되었다.
농업 중심의 생계 구조는 식문화 전반에 깊이 반영되어 있으며, 동물 사육과 어업도 주요한 식량 공급원이다. 쌀, 옥수수, 카사바, 토란, 고구마 등 주식 작물과 콩류, 닭고기와 돼지고기, 생선, 열대 과일 등이 주된 식재료이다.

## 동티모르의 음식과 음료

### 요리

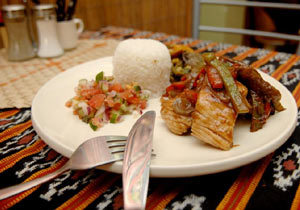
이칸 사보코와 바타르 다안, 쌀밥, 부두 소스

- 바타르 다안(batar daan): 옥수수와 녹두, 호박으로 만든 음식이다. 코코넛 밀크에 조리하기도 한다. 쌀밥과 함께 먹는다.
- 부두(budu): 멸치를 발효시켜 만든 어장이다. 토마토, 민트, 라임, 양파를 넣어 먹는다.
- 이칸 사보코(ikan saboko): 삼치를 타마린드와 바질, 고추 양념에 재어 두었다가 구워 내는 음식. 보통 쌀밥, 바타르 다안, 부두 소스와 함께 낸다.
- 이칸 페페스(ikan pepes): 커리와 타마린드로 양념해 바나나잎에 싼 다음 통으로 구워낸 생선 요리이다.
- 카릴(karil): "커리"라는 뜻이다. 주로 부드러운 맛의 닭고기 커리이다. 토마토와 고추, 타마린드, 코코넛 밀크가 들어간다.
- 카투파(katupa): 코코넛 밀크를 넣어 조리한 쌀밥이다. 코코넛잎을 엮어 만든 작은 주머니에 넣어 조리한다.
- 투키르(tukir): 양념한 고기와 채소를 대나무 통에 넣어서 직화구이 하는 음식이다.
- 페이조아다(feijoada): 포르투갈 요리의 영향을 받은 대표적인 음식이다. 강낭콩을 고기와 함께 조리해 만든다.

### 후식

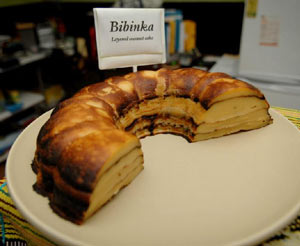
비빙카

- 비빙카(bibingka): 쌀과 코코넛 밀크, 설탕, 달걀을 넣어 만든 겹 케이크이다.
- 타파이(tapai): 찹쌀이나 카사바를 발효시켜 만든 달콤한 음식이다.
- 파스텔 드 나타(pastel de nata): 포르투갈식 커스터드 타르트이다.

### 음료
- 투아 무틴(tua mutin): 사탕야자 수액을 발해 빚은 야자술이다.
- 커피(kafé 카페): 동티모르의 주요 수출 작물이다. 포르투칼 식민지 시절 성장했다가 인도네시아 점령기 동안 커피 산업이 침체되었고, 많은 커피 농장이 방치되었다. 방치된 커피 나무들이 화학 비료나 농약 없이 자연스럽게 자라면서, 현재 동티모르의 커피는 유기농으로 재배된다.

## 사진

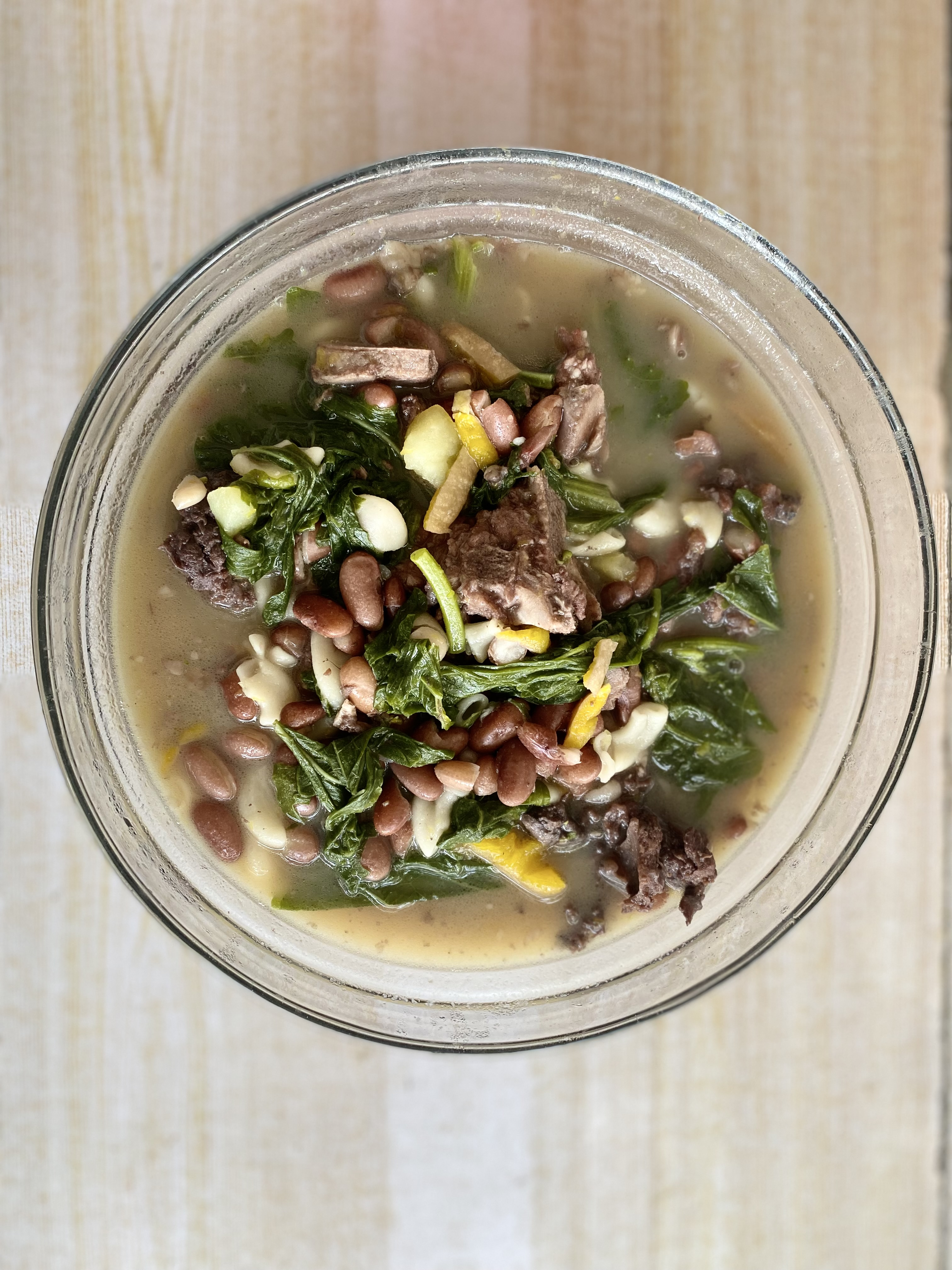
페이조아다
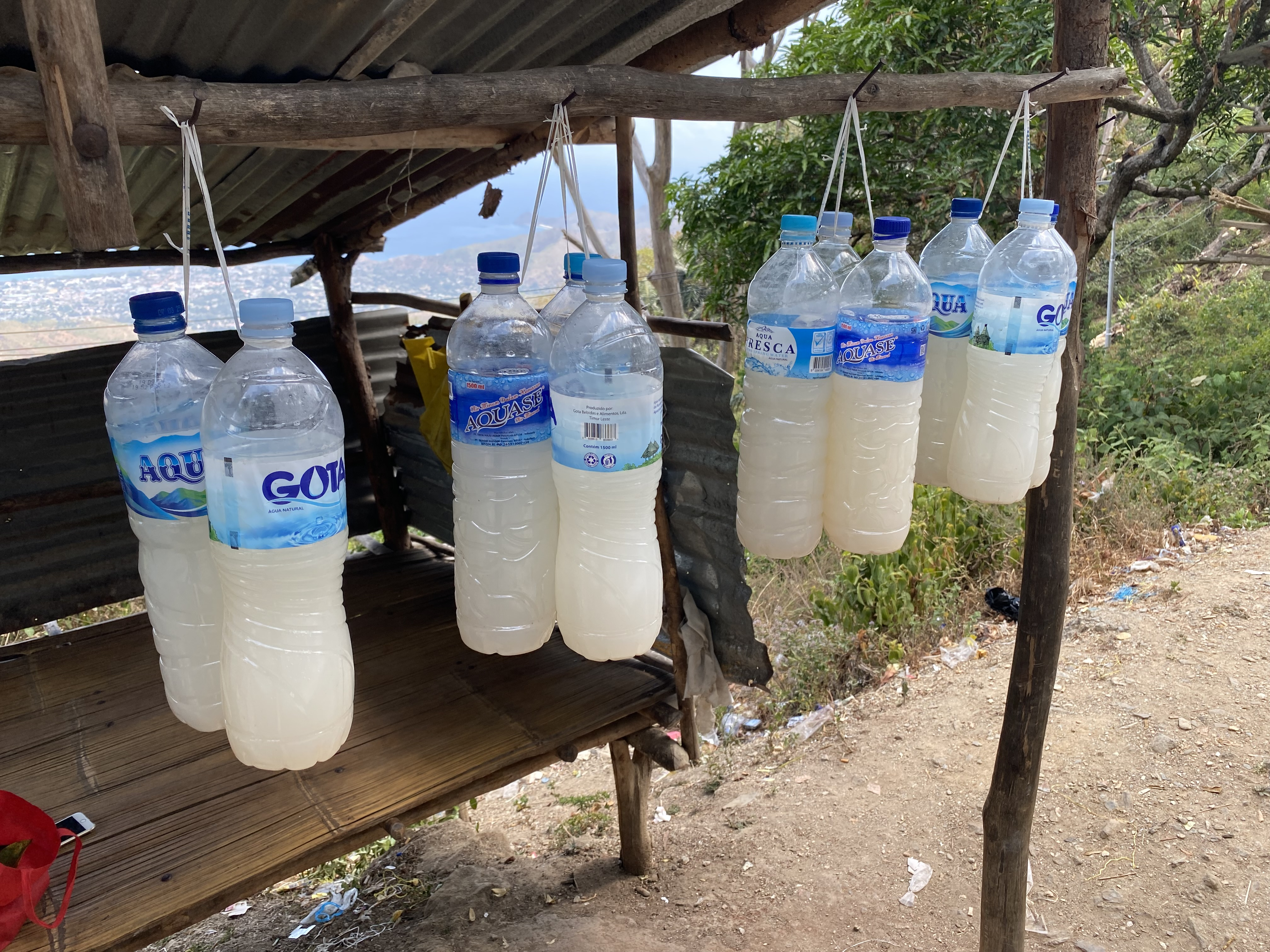
투아 무틴
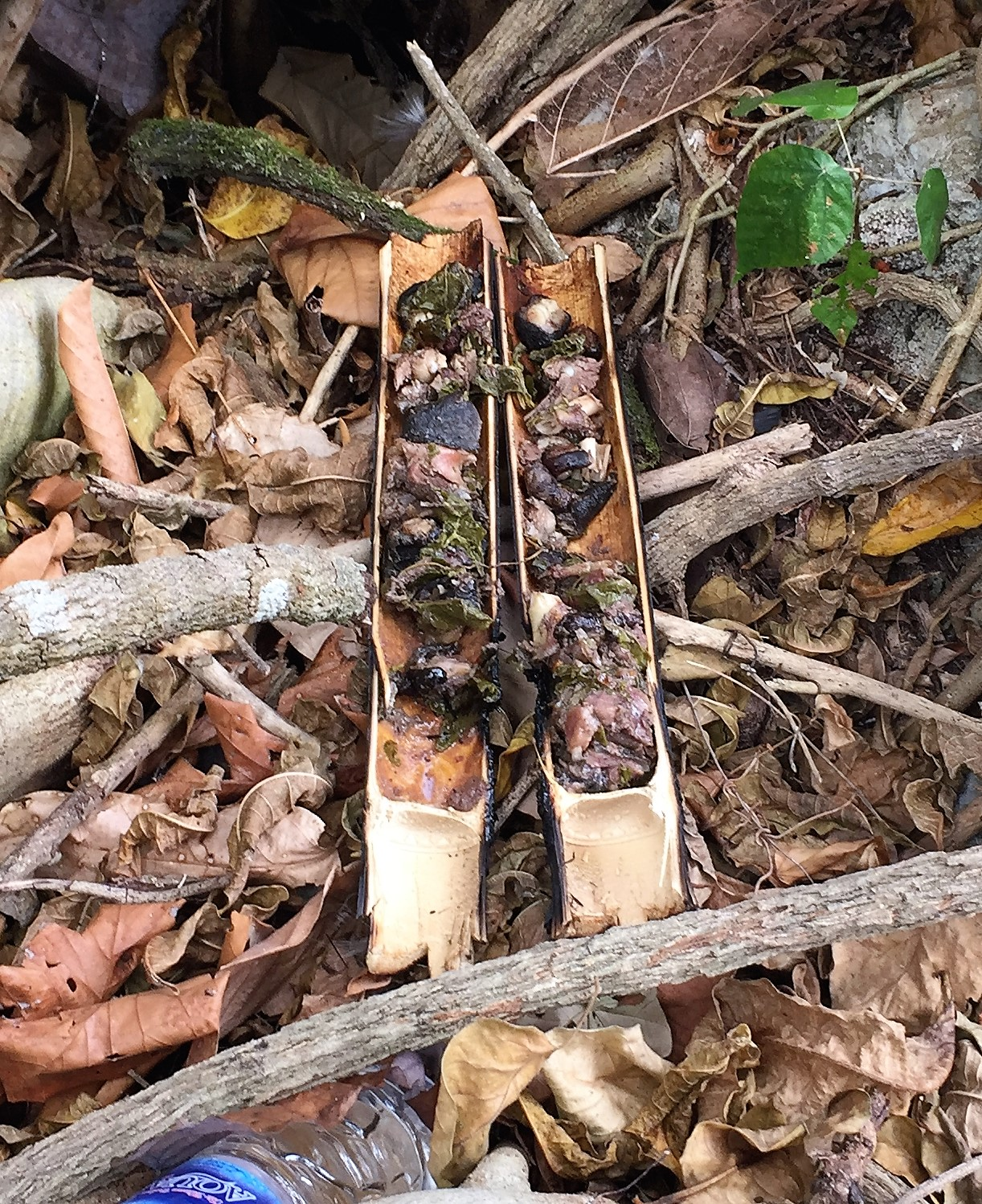
투키르

## 같이 보기
- 동남아시아 요리